# Donald H. Peterson
Donald Herod Peterson (* 22. Oktober 1933 in Winona, Bundesstaat Mississippi, USA; † 27. Mai 2018 in El Lago, Texas) war ein US-amerikanischer Astronaut. 
Peterson erhielt 1955 einen Bachelor von der Militärakademie West Point und 1962 einen Master in Nukleartechnik vom Air Force Institute of Technology. Nach West Point war Peterson als Pilotenausbilder, Kernwaffenspezialist und Kampfpilot bei der United States Air Force tätig.

## Astronautentätigkeit

### MOL
1967 wurde Peterson für das MOL-Programm der US Air Force ausgewählt. Er war als Besatzung der militärischen Raumstation vorgesehen, bis das Programm 1969 eingestellt wurde.
1969 wurde Peterson ins NASA-Astronautenteam aufgenommen. Für die Mission Apollo 16 war er Mitglied der Unterstützungsmannschaft.

### STS-6
Am 4. April 1983 flog Peterson als Missionsspezialist auf dem Jungfernflug der Raumfähre Challenger zum ersten und einzigen Mal ins All. Die Ladung bestand aus dem Satelliten  TDRS-1 und einigen Experimenten. Bei dieser Mission führte Peterson zusammen mit Story Musgrave den ersten Weltraumausstieg von einem Space Shuttle aus durch.
Ende 1984 schied Peterson aus der NASA aus und arbeitete seitdem als Berater im Bereich der bemannten Raumfahrt.

## Privates
Aus der Ehe Petersons mit seiner Frau Bonnie gingen drei Kinder hervor.